# 寧正
寧正（？—1396年），字正卿，壽州（今安徽寿县）人。
其早年为韋德成养子，后跟随韋德成归顺朱元璋。此后韋德成战死，寧正代替率领其部队。后累功任鳳翔衛指揮副使，后跟随攻下中原、元大都，招降元朝部队八千多人。后傅友德从真定攻下定州，并命宁正镇守定州。此后跟随大军攻取陕西。冯胜攻下臨洮时候命其守卫。后大军围慶陽时候，宁正驻守邠州并断绝对方援助。后攻下慶陽后，其再守卫臨洮。此后跟随鄧愈破定西、河州。
洪武三年，授河州衛指揮使。其上言应当军民互市，以解决军饷运输问题。其对和州建设也卓有成效，后兼任寧夏衛事。重新修筑汉朝、唐朝的旧水渠，进行开垦屯田。此后，其跟随沐英北伐，活捉元平章脫火赤、知院愛足。十五年，升任四川都指揮使，讨伐平松等地。云南平定后，命其与馮誠共同守卫，并大败思倫等当地叛乱。此后升任平羌將軍，总管四川、陕西军队，并讨伐叛乱。二十八年，從秦王討平洮州，之后还京。次年去世。
　　